# خواس پرس (بازیکن هندبال)
خواس پرس (اسپانیایی: Juan Pérez‎؛ زادهٔ ۳ ژانویهٔ ۱۹۷۴) بازیکن هندبال اهل اسپانیا بود.